# Ghiacciaio Schytt
Il ghiacciaio Schytt è un ghiacciaio lungo circa 100 km situato sulla costa della Principessa Marta, nella Terra della Regina Maud, in Antartide. Il ghiacciaio, il cui punto più alto si trova a circa 400 m s.l.m., fluisce verso nord scorrendo tra la dorsale Ahlmann e la dorsale Giaever, fino ad andare ad alimentare la piattaforma glaciale Jalbert.

## Storia
Il ghiacciaio Schytt è stato mappato da cartografi norvegesi grazie a fotografie aeree scattate nel corso della spedizione NBSAE (acronimo di "Spedizione antartica Norvegese-Britannico-Svedese"), 1949-52, spedizione che lo ha anche battezzato con il suo attuale nome in onore di Stig V. Schytt, comandante in seconda e glaciologo della stessa spedizione.